# Dezső Jakab
Dezső Jakab (n. 4 noiembrie 1864, Vadu Crișului, Bihor, România – d. 5 august 1932, Budapesta, Regatul Ungariei) a fost un arhitect maghiar care a lucrat împreună cu Marcell Komor. Cei doi sunt promotorii curentului inițiat de Ödön Lechner, secessionul maghiar.

## Cariera
în 1893 și-a obținut diploma la Universitatea Tehnică din Budapesta. A făcut studii în Italia, Germania, Franța, Anglia, Olanda, Belgia. La începutul carierei lucrează la mai multe birouri și dobândește experiență în practică. La început lucrează la Imre Francsek împreună cu Marcell Komor (cu care termină facultatea concomitent), mai apoi lucrează în biroul lui Korb și în biroul lui Pecz. Lucrează pentru o perioadă scurtă de timp și la Ödön Lechner. În 1896 a ajuns la Ministerul Agriculturii la secția de proiectare a expozițiilor. El a proiectat mai multe lucrări pentru expoziția Millenium.
În 1897 începe să lucreze cu Marcell Komor și în 1899 deschid o firmă împreună. Această colaborare durează până în 1918. În prima parte a carierei se specializează pe case individuale (Budapesta, strazile Szondy- și Csengery- colț de stradă în 1899 ; Piața Döbrentei, 1902) și vila comună cu Komor Marcell cu atelier care a fost proiectată și realizată în 1909 la Budapesta, strada Keleti Károly, număr 29-31.
Proiectul de la Târgu Mureș (Palatul Culturii și Palatul Administrativ) creează și sarcini urbanistice. La Palatul Cultirii - una dintre cele mai impozante construcții ale vremii - decorațiile sunt realizate de artiștii din colonia din Gödöllő. A proiectat multe clădiri publice ( la Subotica, cladirea Bancii în 1907, Ștrand în 1909, Teatrul Erkel Budapesta 1912-1913,Vigadó orășean și palat de muzică la Bratislava în 1906.
La începutul anilor 1920, începe să colaboreze cu ginerele lui, Sós Aladár. În 1913 împreună cu Komor Marcell lucrează la proiectul pentru sediul firmei OTI pe strada Fiume, care va fi transformată în clădire modernistă în 1930 unde lucrează alături de Sós Aladár. Tot cu el realizează și Sanatoriul de la Svábhegy.
Printre realizările sale se numără și participarea la concursurile de sculptură (monumente memoriale, Mausoleul Kossuth la Budapesta, 1902 proiect realizat împreună cu Komor Marcell și Vedres Márk ; proiectul sculpturii Kossuth în 1908 împreună cu Komor Marcell și Kallós Ede).
A publicat articole cu titlul „Orașe Grădină din Anglia” , „Despre arhitectura contemporană modernă”,” „Spațiu și formă”, „Lechner Ödön”. El primește pentru munca lui medalia de aur și argint de la Institutul Maghiar de Ingineri și Arhitecți unde A ținut numeroase discursuri despre munca sa.
„ Jakab Dezső - în colaborare cu Komor Marcell - a adus-o pe Subotica în Europa. Sau Europa a intrat întâmplător la Subotica. În final este indiferent. Drumeț, dacă vii aici, gândește-te la Jakab Dezső (și Komor Marcell), și oprește-te în fața clădirii Fehér Hajó (Vapor Alb - nota traducătorului), una dintre cele mai frumoase clădiri din oraș, în stilul eclectic . Doamne, nu lăsa ca orașul, care trebuie să fie atât de recunoscător pentru cei doi, să fie iarăși invadat de barbari.”

## Clădiri importante
În colaborare cu Komor Marcell:
- 1890-1900. Szentes. Hotel și sală de teatru Petőfi Concurs: Premiul I. și  realizare.
- 1898. Expo Paris în 1900. Pavilionul Ungariei. Concurs: Premiul II.
- 1899. Szeged. Sinagogă.
- 1899. Budapesta. Bursă de valori și marfă, proiect.
- 1900. Budapesta, VI. str. Csengery nr. 76. Casă de locuit.
- 1901. Subotica, Sinagogă. Concurs: premiul I. și realizare în 1902.
- 1901. Pécs. Administrație poștală. Concurs: premiul III.
- 1902. Bratislava. Camera de Comerț și Industrie. Concurs: premiul I.
- 1902. Budapesta. Mauzoleul Kossuth,Concurs. (împreună cu sculptorul Vedres Márk)
- 1903. Budapesta, XIII. str. Radnóti Miklós nr. 4-6. Casă de locuit.
- 1903. Bratislava. Hală pentru piață, concurs.
- 1904. Kiskunfélegyháza. Școala centrală. Concurs: premiul II. (cu Gesztesi Mihály)
- 1905. Budapesta. Băile publice Sáros-fürdő. (cu Márkus Géza) [nefuncțională]
- 1904-1907. Kecskemét. (piața Széchenyi nr. 7.), piața Kossuth nr. 4. Casa industriei. Concurs: premiul I. și realizare. (Astăzi: Casa tineretului).
- 1905. Budapesta. Statuia Libertății. Concurs. (cu Márkus Géza și sculptorul Kallós Ede)
- 1905. Kiskunhalas. Hotel. Concurs: premiul I.  (cu Márkus Géza)
- 1905-1906 Nagyvárad. str. Patriotilor nr 4-6, casele Adorján
- 1905. Salonta. Primărie. Concurs: premiul II.
- 1905. Sinagoga Marcali. (modificată)
- 1905. Târgu Mureș. Primărie. Concurs: premiul I.
- 1906-1907.Palatul administrativ, Târgu Mureș (1910, construit între 1911 -1913)
- 1906-1907. Kecskemét.Casa industriei
- 1906. Oradea. Camera de comerț și industrie. Concurs: premiul I.
- 1906. Oradea. Hotelul Vulturul Negru. Concurs: premiul I.  Realizat: 1907-1908 [nefuncțională]
- 1906. Oradea. Casă de economii. Concurs: premiul II.
- 1906. Bratislava. Vigadó și palatul muzicii
- 1907. Subotica, Primărie. (realizat 1908-1910)
- 1907. Subotica. Banca comercială
- 1907. Budapesta. Sediul fundației pentru muncitorii bolnavi.
- 1908. Budapesta, I. piața Döbrentei, casă de locuit. (demolată)
- 1908. Viena. Ministerul apărării. Concurs: premiul III.
- 1908. Timișoara. Bancă Comercială
- 1908-1909. Szolnok. Bancă Comercială și casă de economii. (nu s-a păstrat)
- 1908-1909. Oradea. palatul Stern
- 1908-1909. Budapesta, VI. str. Benczúr nr. 47. Sanatoriul Liget. [nefuncțională]
- 1909. Palics. Vigadó.
- 1909-1910. Budapesta, VI. str. Színyei Merse nr. 21. casa Lefèvre
- 1909-1910. Budapesta, II. str. Keleti Károly nr. 29-31. biroul și locuința lui Komor și Jakab.
- 1909-1910. Budapesta, VIII. str. Hegedüs Gyula nr. 94. Locuință colectivă.
- 1910. Târgu Mureș. casa administrativă a județului (vármegye) Mureș-Turda. Concurs: premiul I. [nefuncțională]
- 1910. Déva, Teatrul de Artă.
- 1910. Budapesta, VIII. str. Rákóczi nr. 43. Hotelul Palace.
- 1911. Palatul bancii Budapesta. palotája. Tervpályázat: megvétel. [nefuncțională]
- 1911. Budapesta, VII. str. Dózsa György nr 84. Sanatoriul Park (demolată)
- 1911. fosta Opera Poporului, (astăzi: teatrul Erkel (realizat cu ajutorul planurilor lui Márkus Géza)
- 1911-1913. Târgu Mureș, Palatul Culturii.
- 1912. Buda, Sinagogă. Concurs. [nefuncțională]
- 1912-1914. palatul regelui bulgar Murány Ferdinánd. Concurs: premiul I. și realizare.[4]
- 1913. Teatrul Național din Budapesta

În colaborare cu Sós Aladár:
- 1923-1927. Budapesta, XII. str. Eötvös nr. 11-14 Sanatoriul Svábhegyi
- 1929. Budapesta, II. str. Borbolya nr. 4. locuințe colective.
- 1929-1931. Budapesta, VIII. str. Fiumei nr. 19. Clădire administrativă
- 1932. Budapest, II. str. Bimbó nr. 12. (str. Mész nr. 4/a) clădire de locuit.

## Sursă
1. ↑  Find a Grave, accesat în 22 aprilie 2023
2. ↑  Idézet: "Hét Nap"-ból (Vajdasági magyar hetilap.
3. ↑  Gerle-Kovács-Makovecz: A századforduló magyar építészete felsorolása szerint.
4. ↑  Az utolsó bolgár cári család, Az első világháborúba a központi hatalmak oldalán lépett be.
5. ↑  http://mek.niif.hu/00300/00355/html/ABC13280/14035.htm

- Magyar Építőművészet 1911/XI./4. szám.[nefuncțională]
 A budapesti kerületi biztosító pénztár tervpályázata[nefuncțională]
- Lyka Károly: Jakab Dezső (Magyar Építőművészet 1932).
- Magyar Vilmos: Jakab Dezső (Építőipar- Magyar Építőművészet 1932).
- Magyar életrajzi lexikon
- Magyar színházművészeti lexikon. Főszerk. Székely György. Budapest: Akadémiai. 1994. ISBN 963-05-6635-4 Online elérés
- Papp Gábor György: Jakab Dezső ARTPORTAL Arhivat în 12 mai 2009, la Wayback Machine.
- Modern építészeti lexikon. Szerk. Kubinszky Mihály. Budapest: Műszaki. 1978. ISBN 963-10-1780-X
- Pamer Nóra: Magyar építészet a két világháború között. (Műszaki Könyvkiadó. 1986. 198. old. 279. kép).
- Gerle-Kovács-Makovecz:A századforduló Magyar Építészete. Szépirodalmi Könyvkiadó - BONEX 1990. 84-90. oldal)
- Ferkai A.: Buda építészete a két világháború között. (MTA Művészettörténeti Kutató Intézet 1995. 81, 90., és 425. cikk).
- Ferkai A. (Branczik M., Hajdu V., Molnos A., Oláh É.): Pest építészete a két világháború között. (Modern Építészetért Építészettörténeti és Műemlékvédelmi KHT. 2001. 232. old 183. cikk)
- Várallyay Réka: Komor Marcell és Jakab Dezső. (Holnap Kiadó. Építészet mesterei sorozat 2006)
- Magyar zsidó lexikon. Szerk. Ujvári Péter. Budapest: Magyar Zsidó Lexikon. 1929. 413. o.  Online elérés